# میانسووا
میانسووا (به لاتین: Miąsowa) یک روستا در لهستان است که در گمینا سوبکوو واقع شده‌است. میانسووا ۶۷۵ نفر جمعیت دارد.